# Messerschmitt Me 308
Die Messerschmitt Me 308 Jet Taifun war der Entwurf eines zweistrahligen Geschäfts- und Reiseflugzeugs der deutschen Messerschmitt AG aus den 1960er Jahren.

## Geschichte
Mit der Me 308 (eigentlich Me P.308) wurde auf dem Pariser Luftfahrtsalon 1963 in Modellform ein Flugzeugentwurf präsentiert, mit dem an die Tradition der vor dem Zweiten Weltkrieg entwickelten Flugzeuge Bf 108 und Me 208 angeknüpft werden sollte. Laut Werksangaben hätte die Me 308 auch als Schul- und Sanitätsflugzeug sowie als Kleinsttransporter mit einer Nutzlast von 750 kg eingesetzt werden können.
Das Projekt wurde wie auch das Mehrzweckflugzeug Me P.141 oder das Kurzstreckenverkehrsflugzeug Me P.160 nicht verwirklicht.

## Konstruktion
Zweistrahliges Schul- und Reiseflugzeug für 5 bis 6 Passagiere in druckdichter und klimatisierter Kabine. Leichtmetall-Tiefdecker in Ganzmetallbauweise mit einem durchgehenden ungepfeilten Flügel und T-Leitwerk. Einziehbares Bugradfahrwerk mit Einfachbereifung. Zwei Triebwerke seitlich am Rumpf über der Kabine, geplant waren als Antrieb Turboméca Marboré oder Daimler-Benz TL 6. In einem anderen Entwurfszustand waren die Triebwerke dicht über der Tragflächenwurzel angeordnet und pro Seite nur zwei Fenster vorgesehen.

## Technische Daten
| Kenngröße             | Daten                                        |
| --------------------- | -------------------------------------------- |
| Besatzung             |                                              |
| Passagiere            | 5–6                                          |
| Länge                 | 7,78 m                                       |
| Spannweite            | 8,56 m                                       |
| Höhe                  | 2,78 m                                       |
| Flügelfläche          | 11 m²                                        |
| Flügelstreckung       | 6,7                                          |
| Leermasse             | 1250 kg                                      |
| Startmasse            | 2370 kg                                      |
| Reisegeschwindigkeit  | 780 km/h                                     |
| Höchstgeschwindigkeit |                                              |
| Dienstgipfelhöhe      | 11.000 m                                     |
| Reichweite            | 2000 km                                      |
| Startstrecke          | 610 m                                        |
| Landestrecke          | 640 m                                        |
| Triebwerke            | 2 × Turboméca Marboré oder Daimler-Benz TL 6 |